# Lobos Grises de la UAD
Los Lobos Grises de la UAD fue un equipo que participó en la Liga Nacional de Baloncesto Profesional con sede en Durango, Durango, México.

## Historia
El actual club Lobos Grises de la UAD nace en el año 2004 con la adquisición de una franquicia de la LNBP, con el fin de cubrir un hueco dentro del deporte ráfaga en el estado de Durango. 
Con la Visión del Rector de la UAD Dr. Martín G. Soriano Sariñana y el apoyo del Gobierno del estado, encabezado por el C.P. Ismael Hernández Deras nació una nueva franquicia, para convocar a la gran afición duranguense al recinto del Auditorio del Pueblo, casa del equipo a partir de la temporada 2005.

## Jugadores

### Roster actual
- 0. Tyson Patterson (USA)
- 1. Mugabe Thomas (Jamaica)
- 3. Marcos Chávez (México)
- 4. Miguel Acuña (México)
- 6. Joel Ortiz (México)
- 7. Eric Hare (México)
- 10. Andre Smith (México)
- 15. Harper Williams (USA)
- 16. Gerald Burris (México)
- 19. Waki Williams (USA)
- 25. Alex Aguirre (México)

- Coach: Gustavo de Benedetti (Argentina)
- Asistente: Fernando Vargas (México)
- Trainer: Omar Olivarez (México)

### Jugadores destacados
- Myron Allen.
- Larry Taylor.
- Ron Selleaze.
- Jovan Harris.
- Ángel Figueroa.
- Franco Harris.